# Ebensfeld

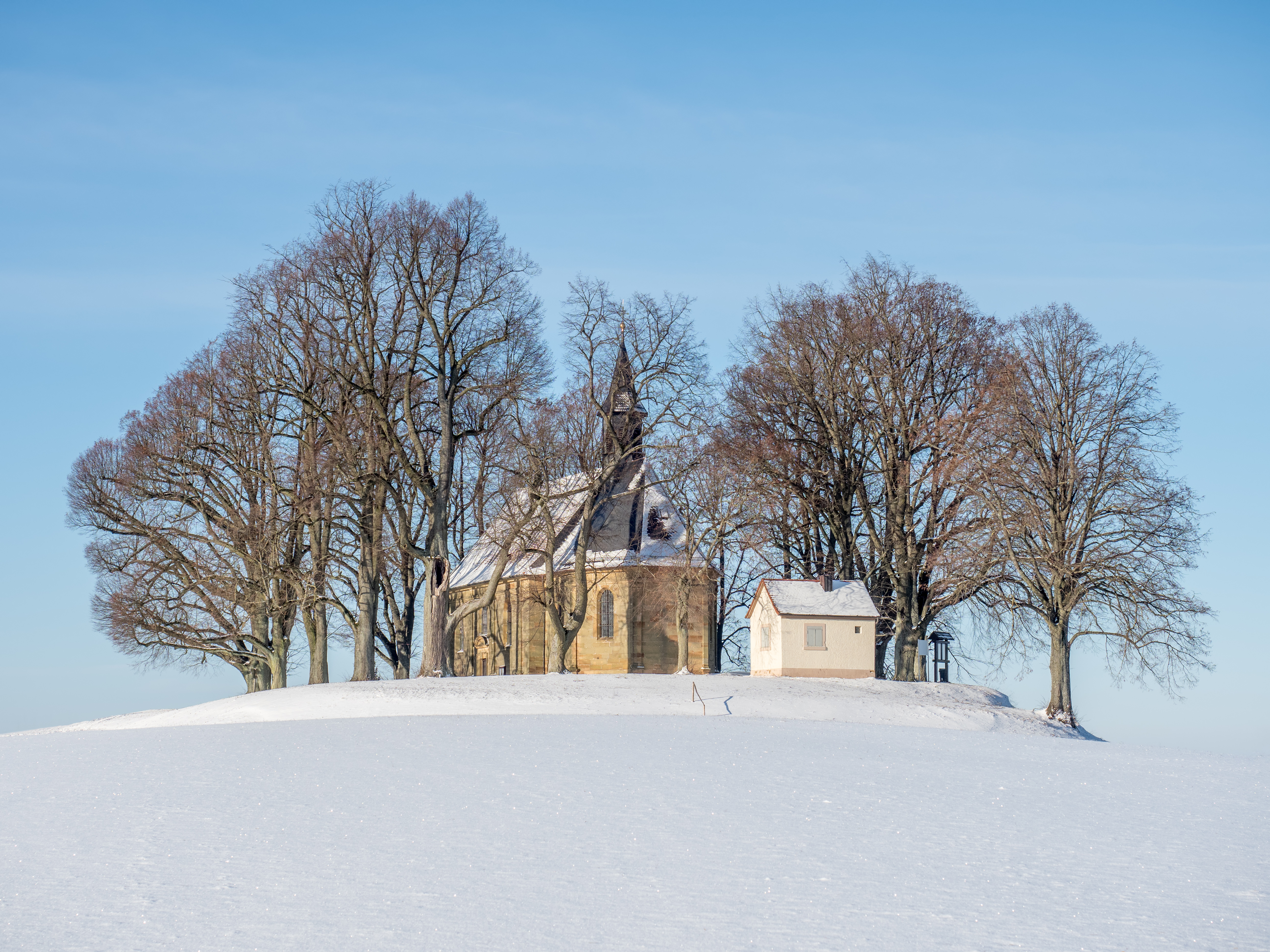
L'église St. Veit à Ansberg près de Ebensfeld. Janvier 2017.

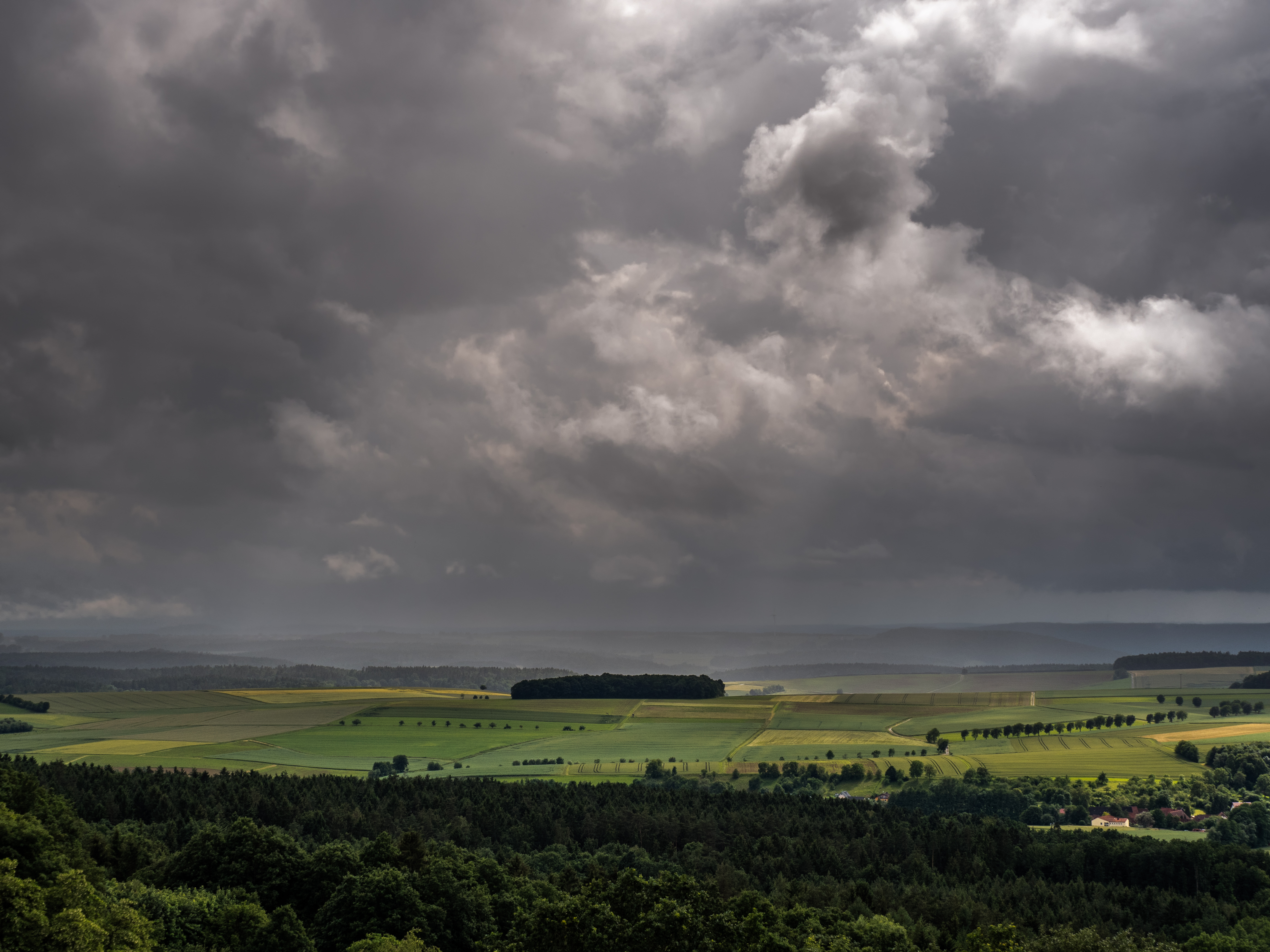
Le panorama depuis Ansberg en direction de Bamberg. Juin 2016.

Ebensfeld est une commune de Bavière (Allemagne), située dans l'arrondissement de Lichtenfels, dans le district de Haute-Franconie.